# Koneksyna

Schemat budowy koneksonu i koneksyny

Koneksyny – białka budujące elementy połączenia szczelinowego, zwane koneksonami. Każdy konekson zbudowany jest z sześciu podjednostek białkowych. Poszczególne podjednostki koneksyn określają przepuszczalność i selektywność połączeń szczelinowych. 
U ludzi występuje co najmniej 20 genów kodujących koneksyny. Mutacje w tych genach prowadzą do bardzo selektywnych chorób pod względem tkanki, której dotyczą i objawów, które wywołują. Przykładowo z mutacją jednego z tych genów związana jest choroba Charcota-Mariego-Tootha czy też wrodzona głuchota, wywołana nieprawidłowym przepływem kationów potasu w ślimaku.